# Фейт Мінтон
Фейт Мінтон (англ. Faith Minton; нар. 14 березня 1957) — американська актриса, реслер та каскадер.

## Біографія
Фейт Мінтон народилася в Брукліні, Нью-Йорк, США. Вона навчалася у середній школі Андрієса Худде в районі Мідвуд, Бруклін. Маючи професійні навички каскадера та реслера, вона почала свою акторську кар'єру.
Найбільш відома за свої ролі у наступних фільмах:
- Hurricane Rosy з Жераром Депардьє;
- Завжди готові з Теренсом Гіллом, Бадом Спенсером та Девідом Хаддлстоном;
- Каліфорнійські куколки з Пітером Фальком;
- Поліцейський та бандит 3 з Джекі Глісоном.

## Ролі
| Рік  |   | Українська назва                             | Оригінальна назва        | Роль                                      |
| ---- | - | -------------------------------------------- | ------------------------ | ----------------------------------------- |
|      | ф | Король циган                                 |                          | Циганка (в титрах не вказана)             |
|      | ф | Золото жінок Амазонки                        |                          | Воїн Амазонки                             |
|      | ф | Мандрівники                                  |                          | Велика Леді                               |
|      | ф |                                              | Temporale Rosy           | Розі «Гурикана Розі» Спелман              |
|      | ф | Наступний фільм Чіча і Чонга                 |                          | Жінка-бойовик                             |
|      | ф | Каліфорнійські кукли                         |                          | «Велика Мама»                             |
|      | ф | Усю ніч                                      |                          | Жінка-грабіжниця                          |
|      | ф |                                              | Hill Street Blues        | Повія                                     |
|      | ф | Чарлі Чан і прокляття королеви драконів      |                          | Каскадер                                  |
|      | ф |                                              | Heartbeeps               | Каскадер                                  |
|      | ф | Завжди готові                                |                          | Вампір / Ла Фаталона                      |
|      | ф |                                              | Fantasy Island           | Мо                                        |
|      | ф | Поліцейський та бандит 3                     |                          | Тіна                                      |
| 1983 | ф | Людина, якої не було                         |                          | Виконавець трюків                         |
|      | ф |                                              | The New Mike Hammer      | Берта                                     |
|      | ф |                                              | Night Court              | Ельза Дубрінович                          |
|      | ф |                                              | Lust in the Dust         | Виконавець трюків                         |
|      | ф |                                              | Hardcastle and McCormick | Ліззі Баттерфляй                          |
|      | ф | Вона написала вбивство                       |                          | Другий охоронець                          |
| 1982 | с | Лицар доріг                                  |                          | Дарлін                                    |
|      | ф |                                              | The Naked Cage           | Шейла                                     |
|      | ф |                                              | Misfits of Science       | Дарлін                                    |
|      | ф | Безжальні люди                               |                          | Виконавець трюків                         |
|      | ф |                                              | Simon & Simon            | Ольга, злодійка                           |
|      | ф |                                              | Jocks                    | Велика жінка в барі (в титрах не вказана) |
|      | ф |                                              | Who's That Girl?         | Донован                                   |
|      | ф |                                              | Penitentiary III         | Жінка-боксер                              |
|      | ф | Зоряний шлях: Наступне покоління             |                          | Клінгонка                                 |
|      | ф |                                              | Hooperman                | Жінка-байкер                              |
|      | ф |                                              | License to Drive         | Виконавець трюків                         |
|      | ф | Герой і жах                                  |                          | Виконавець трюків                         |
|      | с | Санта-Барбара                                |                          | Ільза                                     |
|      | ф | Нація прибульців                             |                          | Вибивала                                  |
|      | ф | Кара небесна                                 |                          | Ненсі, вибивала                           |
|      | ф | Залишайтесь з нами                           |                          | Місіс Горгон                              |
|      | ф | Віртуоз                                      |                          |                                           |
| 1995 | ф | Незнайомка                                   |                          | Кіра, член банди Ангела                   |
|      | ф | Раптова смерть                               |                          | Карла                                     |
|      | с | Розанна (телесеріал)                         |                          | Реслер                                    |
|      | ф | Нещасливі разом                              |                          | Берта                                     |
|      | ф | Спаун                                        |                          | Виконавець трюків                         |
|      | ф |                                              | V.I.P.                   | Бренда «Велика Бренда»                    |
|      | ф |                                              | Bubble Boy               | Виконавець трюків                         |
|      | ф |                                              | She Spies                | Джолін                                    |
|      | ф | Міс Конгеніальність 2: Озброєна і легендарна |                          | Домогосподарка № 1                        |